# رود خان‌آباد
رودخانه خان‌آباد که به آن دریای خان‌آباد نیز گفته می شود در ولایت‌های قندوز و تخار در شمال افغانستان جریان دارد. این رودخانه یکی از شاخه‌های فرعی رود قندوز محسوب می‌گردد.

## مسیر
دریای خان آباد در جنوب شرقی ولایت تخار، در منطقه ورسج از هندوکش منبع می گیرد. از شمال غربی جریان دارد و تعدادی از شاخه های خود را که از یخچال ها تغذیه شده می کند. تا آنجا که روستای کوچک شوری (کمی در شمال فرخار) رودخانه در یک دره باریک جریان می یابد، سپس وارد یک دشت وسیع می شود. از آبهای آن در اینجا برای آبیاری بسیار استفاده می شود.  سپس از طریق تالقان، مرکز ولایت تخار عبور می کند و کمی بعد وارد ولایت قندوز می شود. سپس از خان آباد گذشته، به غرب می چرخد و به شمال قندوز می رود. این رودخانه در ٣۰ کیلومتری قندز وارد رود قندوز می شود. طول کلی رودخانه حدود ۴۰۰ کیلومتر است.

## معاونان
رود خان آباد معاونان زیادی را دریافت می کند که عمدتا توسط یخچال های طبیعی و ذوب برف در بهار و تابستان تغذیه می شوند. آنها عبارتند از:
- ورشج کهاز جنوب ولایت تخار جریان دارد
- خوست، یک معاون پر آب و پر تغذیه از یخچال های طبیعی ولایت بغلان
- شال
- ناریک